# Epitaph für NN Rümelin

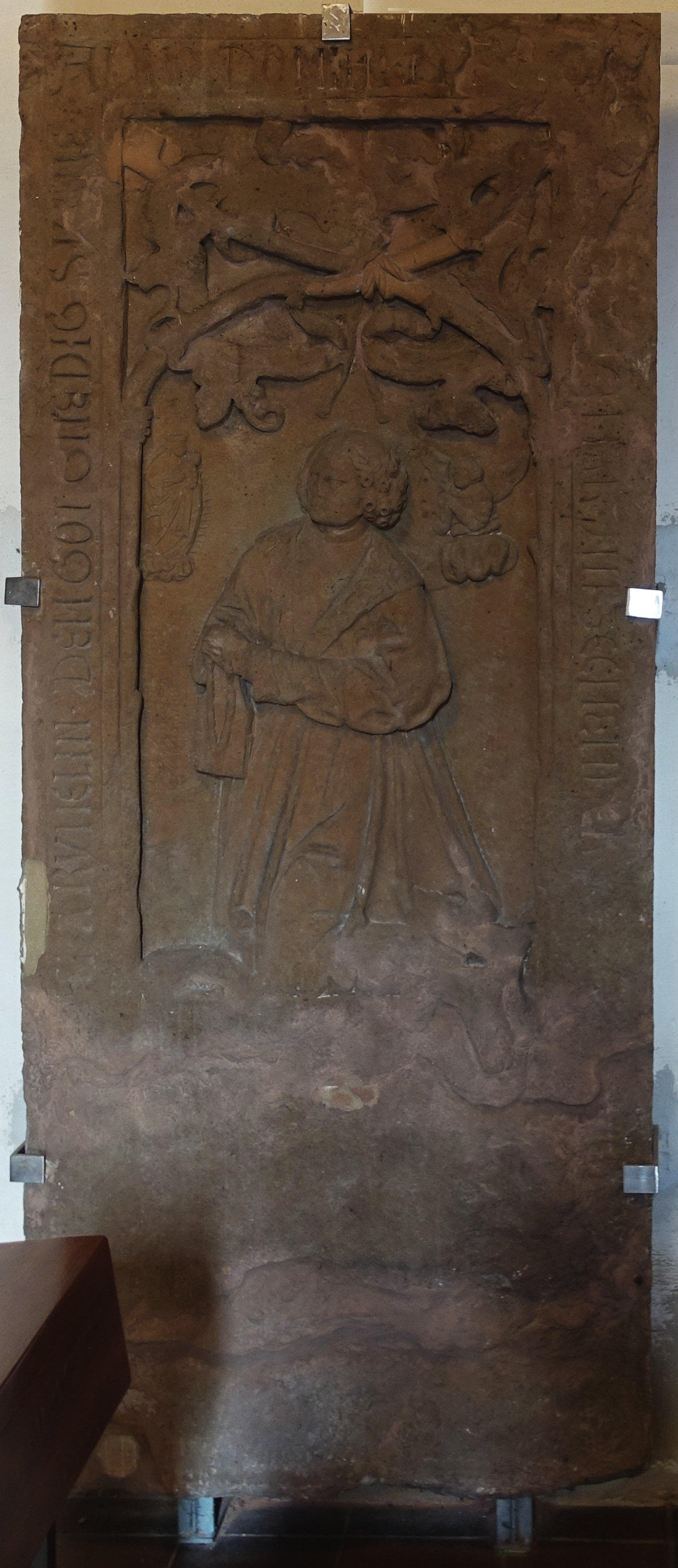
Epitaph für NN Rümelin

Das Epitaph für NN Rümelin ist eines von 14 Epitaphen der Uffkirche in Stuttgart-Bad Cannstatt. Das Innenepitaph ist einer Person namens Rümelin gewidmet. Das Epitaph besteht aus einem Relief mit einer knienden Beterfigur, das von einer Inschriftenleiste umrahmt wird.

## Beschreibung
Das Wandepitaph ist an der linken Seite der Nordwand angebracht. Ein Relief, das im unteren Drittel zerstört ist, wird von 2 dünnen Baumstämmchen flankiert, die sich an den Spitzen überkreuzen und ein Blätterdach bilden. Unter dem Blätterdach kniet eine nach links gewendete Beterfigur mit gelocktem Haar und langem Gewand. Hinter ihrer Schulter schwebt ein geflügeltes Engelchen auf einer kleinen Wolke. Das Relief wird umrahmt von einer umlaufenden Randleiste mit einer Gedenkinschrift, die nur noch bruchstückhaft zu erkennen ist. 

## Inschrift
- Größtenteils zerstörte Gedenkinschrift in der Rahmenleiste des Epitaphs:

| ... Rümelin dem Got gnedig s... Anno Domini ... [2 zerstörte Zeilen] |